# Болдырев, Владимир Павлович
Владимир Павлович Болдырев (1 марта 1915, село Желанное, Омский уезд, Акмолинская область, Российская империя — 12 июня 1970, село Хаджимус, Каушанский район, Молдавская ССР) — председатель колхоза «Советская Молдавия» Каушанского района, Молдавская ССР. Герой Социалистического Труда (1966). Депутат Верховного Совета Молдавской ССР 6-го созыва.

## Биография
Родился в 1915 году в крестьянской семье в селе Желанное Омского уезда. Окончил местную сельскую школу. С 1932 по 1936 года трудился в колхозе «Красный борец» в родном селе, в последующие годы — шофёр Тобочинской МТС. Затем отправился на Донбасс, где трудился на шахте «Кураковка» Сталинской области. В августе 1941 года призван в Красную Армию по мобилизации. Участвовал в Великой Отечественной войне. В 1944 году вступил в ВКП(б). С 1945 года воевал шофёром в составе 12-й роты 4-го автомобильного батальона 23-го автомобильного полка 3-го Белорусского фронта. Получил два тяжёлых ранения. В 1946 году демобилизовался и возвратился в родное село, где продолжил трудиться шофёром до июля 1949 года.
С 1949 года проживал в городе Бендеры. Трудился шофёром в колхозе «Советская Молдавия» Каушанского района. С октября 1950 года — директор подсобного хозяйства торгплодоовощтреста города Бендеры, затем — инструктор Бендерского горкома Компартии Молдавии.
В 1955 году избран председателем колхоза «Советская Молдавия» Каушанского района. За короткое время вывел колхоз в число передовых сельскохозяйственных предприятий Молдавской ССР. В 1963—1965 годах в колхозе было получено на 100 гектаров сельскохозяйственных угодий 71,3 центнеров мяса (40,1 центнера в среднем по району), молока — 497 центнеров (187 центнеров в среднем по району). В завершающем 1965 году Семилетки (1959—1965) колхоз сдал государству в среднем с каждого гектара по 25,4 центнера зерновых (22,5 центнера в среднем по району), овощей — 317 центнеров с каждого гектара (по району — в среднем по 89,3 центнера), фруктов — 95 центнеров (по району — 54 центнера), винограда — 77,3 центнера (по району — 45 центнеров). В 1965 году колхоз получил прибыль в размере 2,2 миллиона рублей.
Указом Президиума Верховного Совета СССР от 22 марта 1966 года удостоен звания Героя Социалистического Труда за «достигнутые успехи в развитии животноводства, увеличении производства и заготовок мяса, молока, яиц, шерсти и другой продукции» с вручением ордена Ленина и золотой медали «Серп и Молот» (№ 11730).
В 1958 году избирался делегатом VII съезда и в 1966 году — XII съездов Компартии Молдавии, в 1966 году — кандидатом в члены ЦК Компартии Молдавии, депутатом Верховного Совета Молдавской ССР 6-го созыва (1963—1967), членом бюро Каушанского райкома партии, депутатом местных Советов депутатов трудящихся.
После выхода на пенсию проживал в селе Хаджимус Каушанского района. Умер в июне 1970 года. Похоронен на Центральном кладбище города Бендеры.
Награды
- Герой Социалистического Труда
- Орден Ленина
- Орден «Знак Почёта» — дважды (11.10.1949; 15.02.1957)
- Медаль «За боевые заслуги» (23.04.1945)